# Oczamczyra

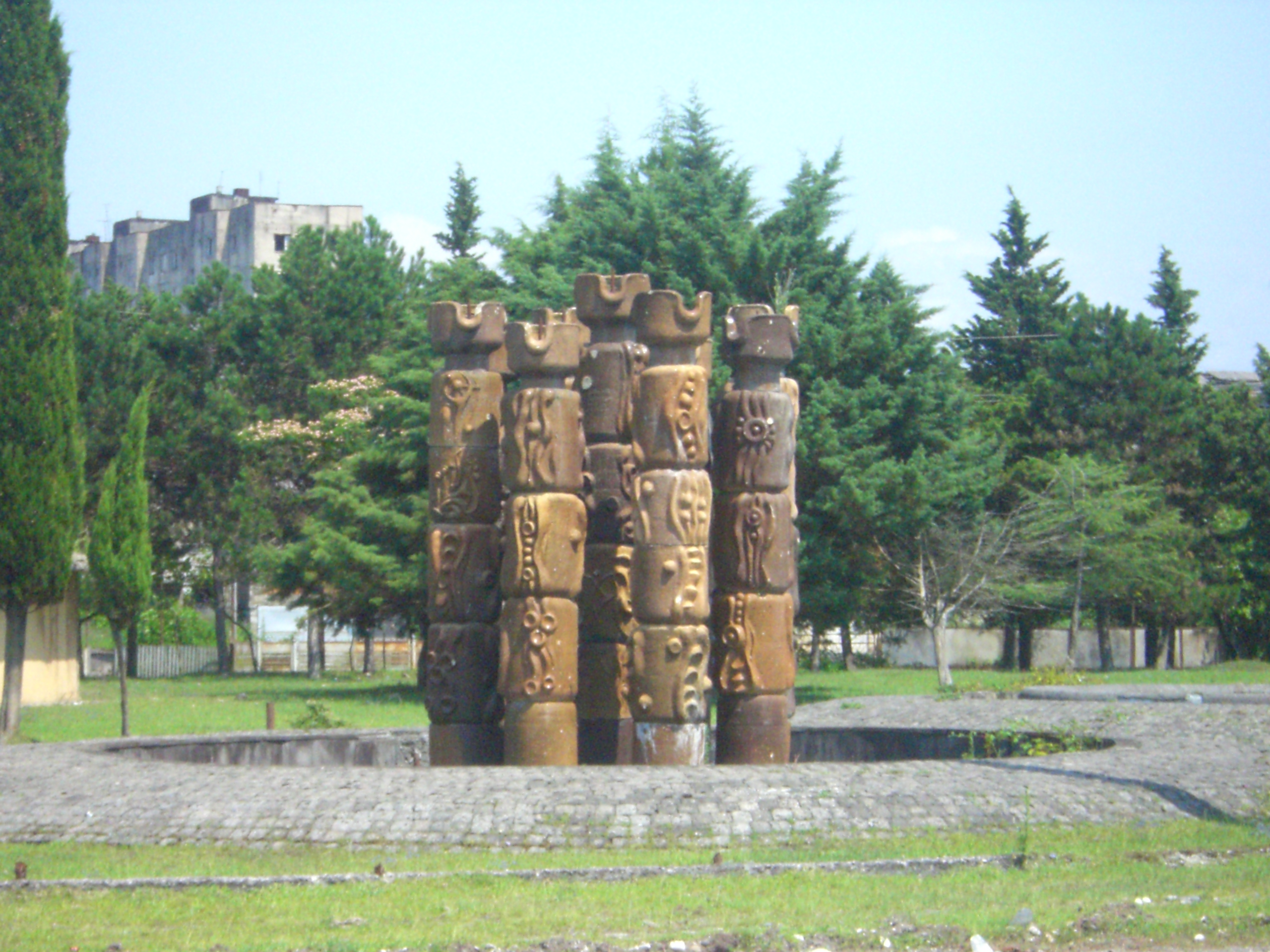
Nieczynna wielka fontanna miejska w Oczamczyrze

Oczamczyra (Oczamczire, Oczamczira, Oczamcziri; gruz.: ოჩამჩირე Oczamczire; abchaz.: Очамчыра, Oczamczyra; ros.: Очамчира Oczamczira) – miasto portowe na Morzu Czarnym, położone na wybrzeżu Abchazji, siedziba rejonu Oczamczyra.
Według spisu powszechnego z 1978 r. mieszkało tu 18 700 osób. W wyniku konfliktu abchasko-gruzińskiego z lat 1992–93 wyludniło się częściowo z powodu czystek etnicznych przeprowadzonych na Gruzinach w Abchazji. Większość tych ludzi nie powróciło. „15 lat temu mieszkało tu 25 tys. ludzi. Dziś zostało tylko 3 tys.”, brzmi cytat przypisany miejscowemu właścicielowi baru przez czasopismo Economist z 3 lipca 2008.

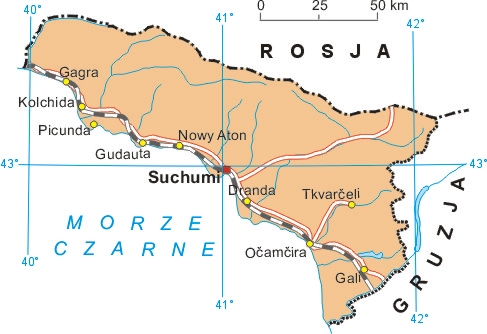
Oczamczyra na mapie Abchazji z zaznaczeniem linii kolejowej i dróg

Oczamczyra leży nad rzeką Galidzgą na wysokości 5 m n.p.m. Miasto jest położone 53 km SE od stolicy Abchazji, Suchumi, i 351 km NW od stolicy Gruzji, Tbilisi. Przez miasto przebiega linia kolejowa Soczi – Suchumi – Oczamczyra. Port morski w Oczamczyra został niedawno uznany za zbyt płytki, aby stanowić bazę Floty Czarnomorskiej, której budowa jest obecnie rozważana w Abchazji, raczej do zlokalizowania w porcie towarowym stolicy, Suchumi. We wrześniu 2008 władze Abchazji oświadczyły, że żadnych nowych baz rosyjskich nie przybędzie, w tym bazowania floty.
Panuje tu klimat podzwrotnikowy, wilgotny, o raczej ciepłych zimach i gorących latach.
Grecka kolonia o nazwie Gyenos podobno zlokalizowana była w okolicach Oczamczyry, chociaż do tej pory nie ustalono jej lokalizacji, z uwagi na marny stan rzekomych znalezisk.
W mieście rozwinął się przemysł herbaciany oraz tytoniowy.

## Współpraca
- Kostroma, Rosja
- Bendery, Mołdawia